# Zielenogorskij (obwód kemerowski)
Zielenogorskij (ros. Зеленогорский) – osiedle typu miejskiego w Rosji, w obwodzie kemerowskim, w rejonie krapiwińskim. W 2021 liczyło 4612 mieszkańców.